# Брауде, Исаак Леонтьевич
Брауде Исаак Леонтьевич (1882, Борисов, Минская губерния — 1960, Москва) — советский учёный в области акушерства и гинекологии. Профессор (1922). Заслуженный деятель науки РСФСР.

## Биография
Окончил Берлинский университет (1909). До 1914 работал в Берлине в акушерско-гинекологической клинике П.Ф Штрассманна. В 1914 вернулся в Россию.
В 1918-20 работал в 1-м МГУ и в госпитале Реввоенсовета. С 1921 — директор и профессор гинекологической клиники 2-го МГУ. С 1930 — заведующий гинекологическим отделом Государственного центрального института охраны материнства и младенчества НКЗ СССР и одновременно заведующий кафедрой гинекологии и акушерства ЦИУ врачей (1936—1941). В 1941-45 работал в Свердловском медицинском институте. С 1945 по 1949 заведовал кафедрой гинекологии и акушерства в 3-м ММИ. Уволен в ходе кампании по борьбе с космополитизмом.
Состоял членом президиума Всероссийского и Московского обществ акушеров-гинекологов. Был основателем и первым главным редактором журнала «Акушерство и гинекология». Автор около 100 научных работ, в том числе 5 руководств по акушерству и гинекологии для врачей и студентов.
Умер в 1960 году. Похоронен на Введенском кладбище (4 уч.).

## Научные работы
- «Прободение матки», М., 1918 и 1921;
- «Раннее распознавание рака матки», М.— Л., 1928 (совм, с Беляевой Ε. Ф.);
- «Неотложная оперативная помощь при гинекологических кровотечениях», М., 1932;
- «Женская консультация», М.— Л., 1939 (совм, с др.);
- «Консервативное лечение женских болезней», М., 1939;
- «Неотложная хирургия в акушерстве и гинекологии», М., 1947;
- «Оперативная гинекология», М., 1959;
- «Неоперативная гинекология», М., 1957 (совм, с др.);
- «Неотложная помощь при акушерско-гинекологической патологии», М., 1962 (совм, с Персианиновым Л. С.).